# Stammham (Altötting)
Stammham è un comune tedesco situato nel land della Baviera, fa parte del circondario di Altötting.